# Norbert Sandouno
Norbert Tamba Sandouno (ur. 6 czerwca 1967 w Koniandou) – gwinejski duchowny katolicki, biskup Guéckédou od 2023.

## Życiorys

### Prezbiterat
Święcenia kapłańskie otrzymał 18 listopada 2007 i został inkardynowany do diecezji Kankan. Pracował głównie jako duszpasterz parafialny. W latach 2015–2016 kierował też diecezjalnym oddziałem Papieskich Dzieł Misyjnych, a w latach 2016–2017 był wikariuszem biskupim ds. duszpasterstwa rodzin i laikatu.

### Episkopat
29 czerwca 2023 papież Franciszek mianował go biskupem nowo powstałej diecezji Guéckédou.
12 listopada 2023 przyjął święcenia biskupie w Katedrze Najświętszej Maryi Panny Różańcowej w Guéckédou. Głównym konsekratorem był Jean-Sylvain Emien Mambé, nuncjusz apostolski w Gwinei. 